# Folheto turístico
Os folhetos turísticos ou folhetos de viagem fornecem fontes de informação para a parcela da população que pesquisa sobre localidades turísticas e compra de viagens. São textos leves e envolventes, geralmente acompanhados de imagens apelativas. O folheto deve tentar estimular a decisão por viagens e compras, chamando a atenção para o produto divulgando suas características e que necessidades e desejos podem atender.